# Matthew Vest
Matthew Lee „Matt“ Vest (* 17. September 1992 in Kettering, Ohio) ist ein US-amerikanischer Basketballtrainer und ehemaliger -spieler.

## Karriere

### Spieler
Vest spielte an der Chaminade Julienne High School in Dayton Basketball, bevor er an die Wright State University wechselte. Sein Vater Mark war ebenfalls für dieses College aktiv und 1992 in die Hall of Fame aufgenommen. Auch sein jüngerer Bruder Alan ging 2015 an diese Hochschule. In seinem letzten Jahr am College wurde er in das All-Defensive Team der Horizon League gewählt.
Im Anschluss begann er seine Profikarriere in Deutschland, als er zu den Oettinger Rockets, die in der ProA antraten, wechselte. Nach Abschluss der Saison wechselte er zum Ligakonkurrenten Paderborn Baskets, bei denen er Verantwortung übernehmen sollte. Nach zwei Jahren wechselte Vest abermals innerhalb der Liga, diesmal zu den RheinStars Köln, bevor er schließlich zu den Niners Chemnitz wechselte. Im Juli 2019 gab der Bundesliga-Absteiger Science City Jena die Verpflichtung des Point Guards bekannt. Nachdem er in der Saison 2019/20 mit durchschnittlich 9,8 Punkten und 5,5 Assists zu den Leistungsträgern der Mannschaft gehörte, verletzte er sich in der Vorbereitung zur Saison 2020/21 und absolvierte in Folge kein Spiel.

### Trainer
Nach der Saison 2020/21 beendete er seine Spielerkarriere und wurde Trainerassistent bei den Kansas City Roos, der Basketballmannschaft der University of Missouri–Kansas City. Im Sommer 2022 holte ihn Lars Masell nach Deutschland zurück und machte Vest beim Bundesligisten Medi Bayreuth zu seinem Assistenztrainer. Vest war in Bayreuth während des Spieljahres 2022/23 tätig, in dem die Oberfranken aus der Bundesliga abstiegen. Er trat 2023 in der nordamerikanischen NBA bei den Toronto Raptors eine Stelle im Trainerstab an. Zu seinen Aufgaben zählten fortan die Mitarbeit im Bereich Spielerweiterentwicklung sowie die Aufbereitung von Spielausschnitten zu Trainingszwecken.